# Шипье, Шарль
Шарль Шипье́ (11 января 1835[…] или 12 января 1835, Экюлли[…] — 9 ноября 1901, VI округ Парижа) — французский архитектор, историк искусства, эллинист, иранист и египтолог. Его имя, в частности, связано с архитектурными исследованиями по реконструкции древнего города Персеполиса.

## Биография и труды
Родился в 1835 году. Был последовательно учеником Шенавара, Констана-Дюфё, Виолле-ле-Дюка и Данжуа в Париже. Затем состоял в течение нескольких лет преподавателем в одной из мастерских специальной архитектурной школы, находившейся под управлением Эмиля Трелы, и исполнял разные поручения правительства по части архитектуры и педагогики рисования и строительного искусства.
Особенно усердно занимался археологией зодчества и реставрацией древних памятников. Его статьи, относившиеся к этой теме, появлялись в журналах «Revue archéologique» и «Revue générale de l’architecture», в энциклопедии архитектуры («Encyclopédie d’architecture») и в словаре греко-римской античности («Dictionnaire des antiquités grecques et romaines»).
За труд «Histoire critique des ordres et la formation des ordres» (Париж, 1874) Институт Франции присудил ему премию.
Вместе с археологом Жоржем Перро он отправился, при поддержке издательства «Hachette», в длительную ознакомительную поездку по античной архитектуре. Путешествие проходило через Грецию, Турцию, Египет, Иран и другие страны. Там он провёл архитектурные исследования большинства древних памятников и спроектировал многочисленные реконструкции, основанные на тщательном наблюдении за скульптурами и руинами. По возвращении они вдвоём опубликовали большой труд в нескольких томах, обобщавший историю античной архитектуры и включавший многочисленные иллюстрации: «Histoire de l’art dans l’antiquité» (8 томов, 1882—1903). Он был переведён на английский язык. После смерти Шипье (1901) Жорж Перро опубликовал 9-й и 10-й тома.
Также в сотрудничестве с Жоржем Перро был написан труд «Иерусалимский храм и дом из дерева Ливанского, реконструированные по Иезекиилю и Книге Царств» («Le temple de Jérusalem et la Maison du Bois Liban, restitués d’après Ezéchiel et le Livre des rois»; Париж, 1890).